# Pulchrana moellendorffi
Espèce
Synonymes
- Rana moellendorffi Boettger, 1893
- Hylarana moellendorffi (Boettger, 1893)

Statut de conservation UICN

 LC  : Préoccupation mineure
Pulchrana moellendorffi est une espèce d'amphibiens de la famille des Ranidae.

## Répartition
Cette espèce est endémique de l'archipel de Palawan aux Philippines. Elle se rencontre sur les îles de Palawan, de Balabac, de Culion, de Coron, de Calauit et de Busuanga.

## Étymologie
Cette espèce est nommée en l'honneur d'Otto Franz von Möllendorff (1848–1903).

## Publication originale
- Boettger, 1893 : Drei neue Wasserfrösche (Rana) von den Philippinen. Zoologischer Anzeiger, vol. 16, p. 363-366 (texte intégral).